# Don Bosco, ami des jeunes
Don Bosco, ami des jeunes ist ein von Jijé geschaffener frankobelgischer Comic.
Die realistisch gezeichnete Biografie über den Priester und Ordensgründer Don Bosco erschien zwischen Februar 1941 und Dezember 1942 in Spirou. Erstmals wurde das Leben einer historischen Persönlichkeit im Magazin abgedruckt. Unter dem Titel Don Bosco schuf Jijé ein paar Jahre später eine komplette Neufassung.
Dupuis veröffentlichte das Album 1943. Der finanzielle Erfolg sicherte das wirtschaftliche Überleben des Verlages, dessen Magazine zwischen September 1943 und Oktober 1944 verboten waren. Das Werk war 2004 auch Teil des 17. Bandes der Gesamtausgabe Tout Jijé. In deutscher Sprache liegt das Werk ebenfalls vor.
Mit Christophe Colomb und Don Bosco führt Jijè erstmals Comic-Biografien ein.  Ein Genre, das eine neue und wesentliche Etappe im Schaffen von Jijé markiert und das es so bis dahin nicht gab.